# 考德威爾縣 (密蘇里州)
考德威爾縣（英語：Caldwell County）是美國密蘇里州西北部的一個縣。面積1,111平方公里。根據美國2000年人口普查，共有人口8,969人。縣治金斯頓 (Kingston)。
成立於1836年12月29日。縣名紀念肯塔基州印第安兵團司令馬修·考德威爾  (Mathew Caldwell)。